# Dmitrij Vasil'evič Sterlegov
Dmitrij Vasil'evič Sterlegov, in russo Дмитрий Васильевич Стерлегов? (1707 ? – 1757), è stato un esploratore russo.
Uno dei primi esploratori russi dell'Artico, ha partecipato alla Seconda spedizione in Kamčatka. 

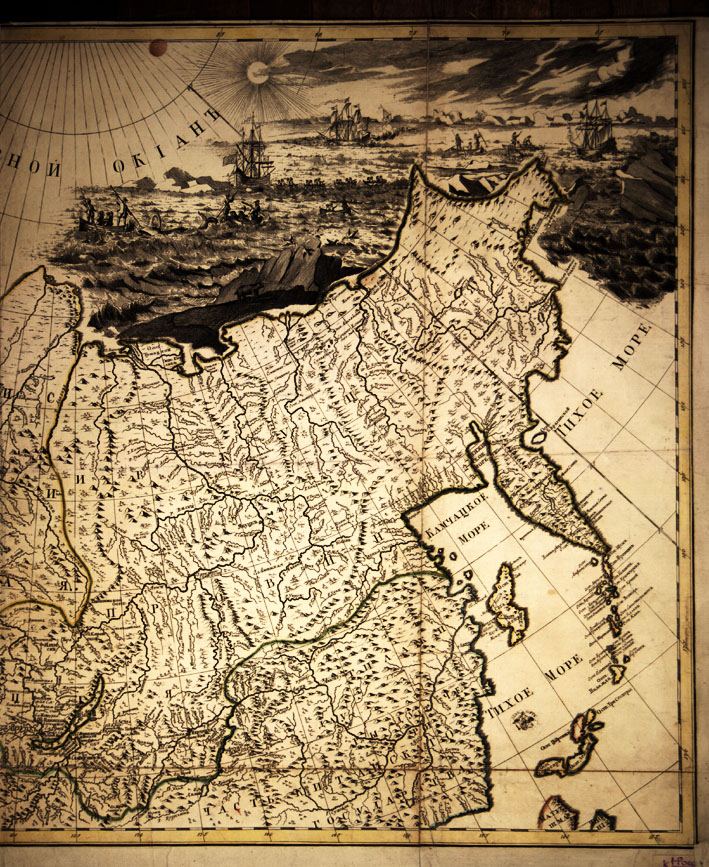
Mappa russa dell'Estremo Oriente (1745).

## Biografia
Nato intorno al 1707. Dal 1734 al 1742 era stato assegnato al distaccamento Ob-Enisej della Seconda spedizione in Kamchatka, agli ordini di Dmitrij Leont'evič Ovcyn con Fëdor Alekseevič Minin. Aveva esplorato tra il 1734 e il 1736 la parte meridionale del golfo dell'Ob' e, nel 1738-39, le isole Brechovskie (Бреховские острова) alla foce dello Enisej. Nel 1740, era stato inviato da Minin da Turuchansk (sul fiume Enisej) a nord lungo la costa occidentale della penisola del Tajmyr, su slitte trainate da cani, per effettuare il lavoro cartografico della zona. Sterlegov aveva raggiunto la latitudine 75° 20' (fino al capo che avrebbe preso il suo nome).

## Luoghi che portano il suo nome
- Capo Sterlegov (мыс Стерлегова), sulla costa occidentale della penisola del Tajmyr 75°23′29″N 88°43′18″E.
- Stretto di Sterlegov (пролив Стерлегова), braccio di mare che divide l'isola Pescovyj dalla penisola Rybnyj 74°27′45″N 86°06′48″E.
- La stazione polare idrometeorologica Sterlegova[6][7] a capo Sterlegov.
- La nave idrografica Dmitrij Sterlegov.